# محمد بدران

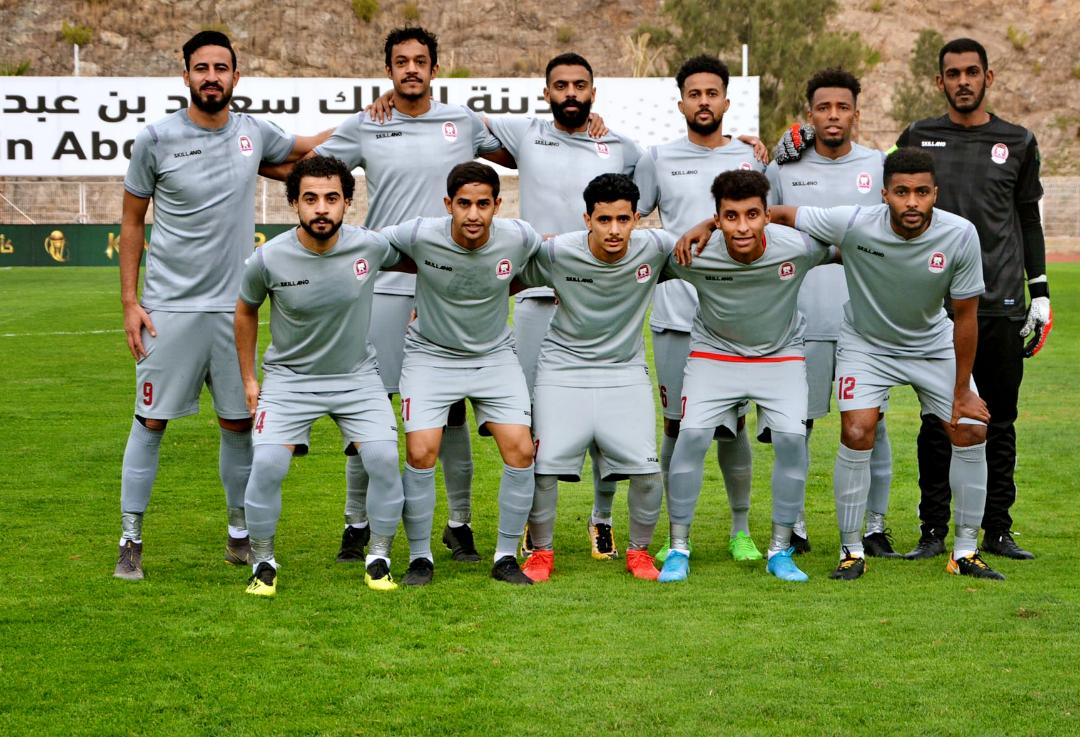
محمد بدران مع نادي السد

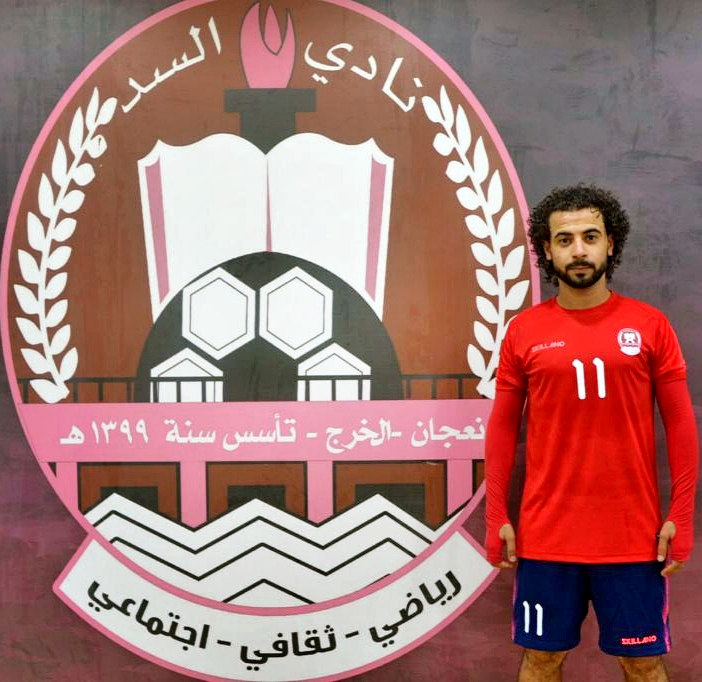
محمد بدران في نادى السد

محمد أحمد أمين بدران (20 مارس 1994 -) لاعب كرة قدم مصري، لعب مع نادي السد السعودي ونادي دمنهور في دوري الدرجة الأولى المصري. ثم انتقل إلى نادي بي أي بي في دوري الدرجة الثانية الماليزي.

## مسيرة الشباب
| السنوات      | الفريق         |
| ------------ | -------------- |
| 2006 - 2008  | غزل المحله     |
| 2008- 2014   | الانتاج الحربي |
| 2014 - 2015م | نادي المنصوره  |

## مسيرة الاحتراف
| السنوات     | الفريق                 | م         | ه       |
| ----------- | ---------------------- | --------- | ------- |
| 2015 - 2017 | نادي الزعفران الرياضي  | 52 مباراه | 11 هدف  |
| 2017 - 2019 | نادي دمنهور الرياضي    | 17 مباراه | لا يوجد |
| 2019 - 2020 | نادي السد السعودي      | 6 مباريات | لا يوجد |
| الآن        | نادي بي اي بي الماليزي | 3 مباريات | لا يوجد |